# 7800 Zhongkeyuan
7800 Zhongkeyuan eller 1996 EW2 är en asteroid i huvudbältet som upptäcktes den 11 mars 1996 av Beijing Schmidt CCD Asteroid Program vid Xinglong-observatoriet. Den är uppkallad efter kinesiska vetenskaps akademin, zhong guo ke xue yuan.
Asteroiden har en diameter på ungefär 4 kilometer.